# Julio Anguita Parrado
|  | Aquest article tracta sobre el periodista. Si cerqueu el polític, pare de l'anterior, vegeu «Julio Anguita González». |

Julio Anguita Parrado (Còrdova, 3 de gener de 1971 – Bagdad, Iraq, 7 d'abril de 2003) va ser un periodista i corresponsal de guerra espanyol.
Julio Anguita Parrado va morir per l'impacte d'un míssil llançat en un atac realitzat per l'exèrcit iraquià a un centre de comunicacions al sud de Bagdad, pertanyent a la Segona Brigada de la Tercera Divisió d'Infanteria dels Estats Units d'Amèrica en la seva ofensiva contra la capital iraquiana, mentre realitzava tasques de corresponsal de guerra a la invasió de l'Iraq realitzada pels Estats Units, el Regne Unit, Austràlia i Polònia l'any 2003. En aquest atac van morir també el fotògraf del setmanari alemany Focus Christian Liebig i dos soldats nord-americans, hi va haver 15 ferits més.
Solia signar les seves cròniques com "Julio A. Parrado" per evitar qualsevol influència que pogués derivar-se dels càrrecs polítics que ostentava el seu pare, el polític i lider comunista Julio Anguita González.

## Biografia
Fill del polític Julio Anguita González i d'Antonia Parrado Rojas, que va ser tinent d'alcalde de l'Ajuntament de Còrdova en el període en què Julio Anguita va ser alcalde, després dels seus estudis primaris de batxiller va realitzar la carrera de Periodisme a la Universitat Complutense de Madrid. L'agost de 1990 va publicar el seu primer reportatge al Diario Córdoba.
En l'estiu de 1993 va començar a treballar de becari a la secció internacional al diari El Mundo. En 1996 va ser destinat com a corresponsal d'aquest diari a Nova York, ciutat on sempre va voler viure, on va col·laborar, entre altres mitjans, amb el portal llatí "starmedia.com" i a edició per a Amèrica Llatina de la revista Fortune. A Nova York va estudiar un màster d'informació financera. Allà, va cobrir en directe per al seu mitjà dels Atemptats de l'11 de setembre de 2001.
Va fer un curs de corresponsal de guerra a Quantico (Virgínia, EUA) organitzat per El Pentàgon i va anar a treballar com a corresponsal de guerra a l'Iraq on es va traslladar 21 de març de 2003 juntament amb la 3a Divisió d'Infanteria de l'exèrcit nord-americà. El 7 d'abril d'aquell mateix any, ja a Bagdad, va rebre l'impacte d'un míssil, que li va ocasionar la mort. Després de ser repatriat, fou enterrat a la seva ciutat natal el 16 d'abril de 2003.